# Marstein fyr
Marstein fyr i Austevoll kommune i Vestland fylke i Norge, er et kystfyr som har vært i drift siden 1877. Det første fyr blev ødelagt under anden verdenskrig og der blev bygget et helt nyt fyrtårn i 1949. Nutidens fyr består af et hvidt stenhus og tårn, det blev automatiseret i 1987 og afbemandet i 2002.
Marstein er en holm som ligger ved mundingen af Korsfjorden, og dermed indseilingen både til Bergen og Hardangerfjorden. Placeringen er meget vejrudsat, og en række skibe er forlist ved Marstein.

## Historie
Man er ikke helt sikker på, hvor navnet Marstein stammer fra, men det antages, at det er afledt af udtrykket markstein, som betyder grænsesten.

### Etablering af fyret
Allerede tidligt i 1800-tallet blev det foreslået, at Marstein skulle afmærkes, og i 1838 blev der opført en varde med et kors på. Efterhånden som dampskibe overtog efter sejlskibene, øgedes trafikken, og i 1868 sendte Bergen Skipperforening en formel begæring om at der måtte etableres fyr. Der blev da bevilget penge, og arbejderne blev sat i gang i 1875. Fyrtårnet stod færdig i 1877, og 1. oktober samme år var der lys i fyret for første gang. I 1888 blev lysstyrken forstærket efter anmodning fra Bergen Skipperforening, og i 1915 blev fyret udstyret med tågehorn.
I 1896 gik dampskibet «Siggen» på 2 252 BRT ned efter først at have grundstødt på Marsteinsbåen i dårlig sigtbarhed. Videre drev skibet ind mod Marstein og sank omkring 50 meter nord for øen på omkring 40 meters dybde. Først i 1979 blev der etableret bifyr, som markerede den frygtede Marsteinsbåen med rød sektor.
I 1923 blev et radiopejlesystem testet på Marstein og Færder fyr som de første i Norge, et koncept som da også var på udviklingsstadiet i international sammenhæng. Prøverne var vellykkede og førte til pligt om radiopejlere i alle større fartøjer.
Frem til anden verdenskrig boede fyrvogterne normalt på fyret sammen med deres familier, og de var til dels også selvforsynende med fødevarer ved at de havde grisehus og fårestald, samt et righoldigt fiskeri som de drev fra land. Eftersom fyrvogterne kunne have meget fritid, blev der bygget både i skuret nede ved kajen. Fra 1987 blev arbejdet som fyrvogter lagt om til turnusarbejde med tre heltidsstillinger, hvor fyrvogterne tjenestegjorde fire uger på fyret og havde to uger fri. Hver anden uge kom en helikopter med proviant og andre forsyninger i forbindelse med vagtskifte.

### Anden Verdenskrig
Ud over at fyret har en vigtig placering i forhold til navigation, har øen også haft en vigtig strategisk placering i kontrollen med skibstrafikken til og fra Bergen. Under Anden Verdenskrig blev Marstein derfor besat af tyske styrker, og da der var flest, var 43 mand stationeret på øen. De byggede kanonstillinger og installerede antiluftskyts som nedskød mindst et britisk fly i løbet af krigen. De hårde vejrforhold var imidlertid en lige så stor trussel som militære angreb, og to af soldaterne druknede, da deres båd gik på grund på et af skærene ved øen. Tyskerne havde konfiskeret en britisk trawler, som de brugte til praktiske formål i forbindelse med operationerne på fyret; denne forliste efter at have grundstødt på Ivarsflua, som ligger mellem Litle Marstein og Stora Kalsøy.
Korsfjorden, som starter ude ved fyret, var minelagt, og 23. januar omkom fiskeren August Arnesen og sønnen Harald Arnesen, da deres fiskebåd MS «Vathne» gik på en mine ved Marstein og forliste.
23. januar 1943 gik syv motortorpedobåde (MTB) ud fra Lerwick på Shetland under ledelse af Harald Risnes med det mål at ødelægge Stordø Kisgruber ved Sagvåg som producerede svovlkis, som blev benyttet i den tyske krigsindustri. Mens fem af bådene satte kursen mot Stord, satte de to sidste kurs mod til Marstein for at iscenesætte et afledningsangreb for fjerne tyskernes opmærksomhed fra hovedmålet. De tyske styrker på Marstein opdagede de to norske både natten til 24. januar, idet de prøvede at lægge sig i ly af Lille Marstein, og de blev beskudt med kanoner. De allierede soldater besvarede ilden, og traf også tårnet med nogle skud, men uden at gøre nævneværdig skade på materiel eller personel. Den ene MTB kom imidlertid under heftig beskydning, og tyskerne ramte flere gange både over og under vandlinjen. Dramatisk blev det, da et projektil eksploderede og satte en ammunitionskasse i brand. I frygt for at alt skulle eksplodere tog to snarrådige matroser affære, åbnede kassen og fik kastet de brændende magasiner over bord. Ingen af besætningsmedlemmerne blev dræbt, men to blev såret.
Da krigen var ovre, kunne man konstatere, at to kraftige bombeangreb fra de allierede i sommeren 1940 havde givet store skader på bygningerne, mens manglende vedligehold og forkert brug også havde ødelagt meget af det tekniske udstyr. I 1949 blev der derfor igangsat en totalrenovation, hvor det gamle tårn blev nedrevet og erstattet med et nyt. Samtidig blev en beskyttelsesmur i beton bygget på vestsiden for at beskytte bygningerne mod bølgerne. Skydestillingerne fra krigen er stadig bevaret. Resterne af det gamle fyr blev dumpet ned i kløften som strækker sig på langs fra vest til øst på øen, og for hver gang der er kraftig storm skylles disse rester længere ind i kløften.
Efter krigen blev fyret en af mange observationsposter langs norskekysten under den kolde krig, og fyrvogterne fik opgaven med at rapportere om passerende russiske skibe. Blandt fyrmestrene i efterkrigstiden var Åge Telle som var 14 år gammel da han oplevede den skæbnesvangre skudveksling i Telavåg som førte til at Josef Terboven bestemte sig for at udslette bygden. Telle tjenestegjorde totalt 29 år på Marstein.

### Fregatforliset
I 24. januar 1994 drev fregatten KNM «Oslo» (F 300) på grund ved Marstein fyr efter motorhavari. Skibet fik voldsom slagside, og der var tilløb til panik blandt besætningsmedlemmerne. Der var storm i området og orlogskaptjan Christian Irgens vurderede at det var sikrest at mandskabet blev på skibet.
Losbåden «Marsteinen» var første båd, som kom frem til havaristen, og man forsøgte da at kaste en slæbetrosse over til denne. Af de tre besætningsmedlemmer som blev kommanderet ud på agterdækket for at få fat i trossen blev to fejet i havet, da skibet samtidigt grundstødte. Menig Steffen Rønningen blev reddet op af en fiskebåd efter 18 minutter i det kolde vand, men kaptajnløjtnant Torbjørn Tellefsen omkom.
Fregatten blev først stabiliseret, og dagen efter slæbt af grunden, men sank længere inde i Korsfjorden. Sjøforsvaret måtte bruge 6,2 millioner kroner på oprydning af olieforurening efter forliset, og flere fiskeopdrætsanlæg blev berørt af udslippet. 17 af mandskabet søgte om, og fik landtjeneste efter forliset.
Flere andre store skibe er gået på grund ved Marstein i nyere tid. I 2014 grundstøtte det 104 meter lange fragtskib «Pallas River» ved fyret og fik en flænge i skroget.

## Galleri
- Bygningsmassen på Marstein fyr
- Hovedtårnet
- Udsigt mod havet
- Udsigt fra tårnet mod Korsfjorden